# Gornet-Cricov
Gornet-Cricov là một xã thuộc hạt Prahova, România. Dân số thời điểm năm 2002 là 2695 người.